# Akira Kano
Akira Kano (狩野 亮, Kano Akira) est un skieur handisport japonais, né le 14 mars 1986.

## Palmarès

### Jeux paralympiques
| Épreuve / Édition | Turin 2006 | Vancouver 2010 | Sotchi 2014 | Pyeongchang 2018 |
| ----------------- | ---------- | -------------- | ----------- | ---------------- |
| Descente          | -          | Bronze         | Or          | DNF              |
| Super-G           | -          | Or             | Or          | 5e               |
| Slalom géant      | DNF        | DNF            | DNF         |                  |
| Slalom            | 27e        | 6e             | 7e          |                  |
| Super combiné     | -          | DNF            | DNF         |                  |